# 近藤唯之
近藤 唯之（こんどう ただゆき、1930年5月10日 - ）は、日本のスポーツライター、コラムニスト、ノンフィクション作家、野球評論家。

## 経歴
左官職人の長男として東京都の本郷に出生、6歳から野球を始めた。旧制明治中学校では硬式野球部に所属し島岡吉郎監督の指導を受けるも、右肺の弱さから試合出場経験はなし。その後、明治大学法学部へ進学。島岡の薦めにより野球のプレーは諦め、書く方にまわろうとグラウンドに顔を出して野球観戦をした。卒業後の1953年4月に報知新聞社に入社し、同新聞（現：スポーツ報知）のスポーツ記者となる。1956年に朝刊の発行を始めた東京新聞にスカウトされて移籍。毎日の戦評と野球コラム「金曜放談」を署名入りで執筆。
東京新聞時代は同紙のエース記者として活躍すると同時に、アルバイトで無署名記事を多いときには週刊誌など26誌で執筆した。1963年に初単行本『プロ野球を科学する』を出版。東京新聞社在籍中よりアルバイトで他誌の『週刊サンケイ』などに藤沢剛のペンネームで執筆。1969年に創刊された夕刊フジには無署名で「ボールの内幕」を連載し、これが好評だったことから正式に記者として移籍したいと打診され、入社後は編集局長待遇・野球評論家に就任。後に同紙評論家を務めた。アルバイトを黙認する自由な気風だった夕刊フジ時代は年に2冊から5冊のペースで著書を出版し、いずれも好セールスを記録して、2008年までに計62冊を出した。1970年代後半から、FNNニュースレポート6:00の2代目スポーツコーナー司会を、夕刊フジから出向する形で参加した。
2000年代に大病を患って取材が困難となり、晩年にはエピソードの使い回しが多くなり、売り上げも低迷した。2008年にPHP研究所から出た『プロ野球 運命の引き際』が最後の著書である。この本を出した後、近藤の著書を14冊出版したPHP研究所との連絡は途絶え、多くの仲間とは音信不通となって執筆活動から退いた。引退後はプロ野球と大相撲のテレビ中継を見る生活だという。

## 人物
近藤のその文章には「うなる思いである」「男の人生なんて3日先がわからない」「〜をしたのは、プロ野球史上○○ただ一人である」というような一定の表現が頻出するという特徴があり、「近藤節」と呼ばれ人気を博す。
一方で近藤は現場取材をせず、「美談は創作したって構わない」というスタンスから記者仲間からの評判は悪く、引き抜きに動いた『朝日新聞』の記者が驚いたほどだった。事実誤認があるとか妄想だとの非難にも晒された。
アスリートたちの生き方にサラリーマンの姿を重ね合わせる視点がユニークで根強い人気がある。好きな球団は広島東洋カープで、毎年の順位予想では必ず優勝予想をカープとしていた。駆け出し記者時代にカープの選手たちに世話になったからだという。
東京新聞社が中日新聞社傘下になった後の労働争議の経験から、近藤は中日やその子会社である中日ドラゴンズには好感を持っていない。また、移籍を繰り返した経験から選手のトレードを積極的に評価し、トレードを嫌がる選手を批判する傾向にある。

## 出演番組
| 期間          | 期間           | 番組名                                | 役職               | 担当日         |
| ------------- | -------------- | ------------------------------------- | ------------------ | -------------- |
| 1979年10月1日 | 1980年5月9日   | FNNニュースレポート6:00（フジテレビ） | スポーツキャスター | 平日           |
| 1980年4月6日  | 1982年10月31日 | FNNニュースレポート5:30（フジテレビ） | スポーツキャスター | 日曜日         |
| 1980年5月13日 | 1980年7月4日   | FNNニュースレポート6:00（フジテレビ） | スポーツキャスター | 火・木・金曜日 |
| 1980年7月9日  | 1982年3月12日  | FNNニュースレポート6:00（フジテレビ） | スポーツキャスター | 水～金曜日     |
| 1982年3月17日 | 1982年3月25日  | FNNニュースレポート6:00（フジテレビ） | スポーツキャスター | 水・木曜日     |
| 1982年3月29日 | 1982年10月27日 | FNNニュースレポート6:00（フジテレビ） | スポーツキャスター | 月～水曜日     |

## 著書
- 『プロ野球を科学する 』（白凰社） 1963
- 『プロ野球忍法帖』（文藝春秋新社） 1963
- 『王貞治物語：ホームランに賭ける闘魂』（徳間書店） 1966
- 『野球の物理学』（学芸書房） 1966
- 『くたばれプロ野球』（早川書房） 1966
- 『プロ野球観戦術：マニアも知らない ゲームが10倍楽しくなる』（明文社） 1969
- 『たのしい野球の科学』（中央図書） 1970
- 『野球プロフェッショナル：プロ野球エッセイ』（新書館） 1971
- 『男の銭勘定：プロ野球名人が語る人生哲学』（ダイヤモンド社） 1973
- 『白球は見た!』（現代企画室） 1974
- 『世界最強事典：スピード・パワー・テクニックの対決』（共著、ベストセラーズ） 1974
- 『スポーツ名勝負物語：栄光をめざすライバルの記録』（五十嵐規之絵、金の星社） 1975
- 『長島茂雄：栄光の全記録』（講談社） 1975
- 『背番号の運命』（現代企画室） 1975
- 『勝負の世界：記録を刻んだスポーツ三十年』（講談社） 1975
- 『プロ野球なんでも大記録』（小学館、小学館入門百科シリーズ） 1976
- 『野球の天才：スーパーテクニックの秘密』（ベストセラーズ） 1976
- 『逆転の名言：勝負師・この一言』（ベストブック社） 1976
- 『熱球! 甲子園高校野球入門』（小学館） 1976　ISBN 4-09-220055-2
- 『白球に賭ける!』（現代企画室） 1977
- 『プロ野球監督列伝』上・下（現代企画室） 1977
- 『栄光に燃えた男たち：巨人阪神40年の球史』（永立出版） 1977
- 『びっくりサイエンス スーパープロ野球』（監修、学習研究社、ユアコースシリーズ） 1979
- 『背番号の消えた人生：栄光の名選手は今…』（サンケイ新聞社） 1979　ISBN 4-10-132203-1
- 『ドキュメント・男たち：勝負の栄光と哀しみ』（PHP研究所） 1980 ISBN 4-569-20396-5
- 『比較野球選手論：一球に賭けるプロフェッショナルたち』（PHP研究所） 1981　ISBN 4-10-132201-5
- 『この一球：野球はドラマだ』（ポプラ社） 1982　ISBN 4-591-01597-1
- 『プロ野球の読み方：運命を変えた一球』（PHP研究所） 1982　ISBN 4-569-20860-6
- 『プロ野球 話の名鑑』（文藝春秋） 1984　ISBN 4-16-338800-1
- 『プロ野球 監督列伝』（新潮社） 1984　ISBN 4-10-132202-3
- 『こうすれば人は動く：プロ野球名監督の用兵術』（東急エージェンシー出版部） 1985　ISBN 4-924664-11-1
- 『プロ野球オレの必殺ワザ 』（新潮社） 1985ISBN 4-10-132206-6
- 『運命を変えた一球』（文藝春秋） 1985　ISBN 4-16-737401-3
- 『引退そのドラマ 』（新潮社） 1986　ISBN 4-10-132204-X
- 『ダグアウトの指揮官たち：土壇場で私はこう決断した』（光文社） 1986　ISBN 4-334-70384-4
- 『御大：島岡吉郎物語』（スポーツブック社） 1988　ISBN 4915705021
- 『名人たちの世界』（新潮社） 1988　ISBN 4-10-132205-8
- 『プロ野球 ジーンとくる話：野球は小説より奇なり』（ネスコ） 1988　ISBN 4-89036-051-4
- 『勝負師語録』（ぎょうせい） 1988ISBN 4-324-01348-9
- 『この人を見よ。：ブルータスたちの芳醇な自叙伝』（共著、マガジンハウス） 1988　ISBN 4-8387-0014-8
- 『プロ野球 優勝その陰のドラマ 』（新潮社） 1989　ISBN 4-10-132207-4
- 『野球を面白くした名人たち 』（太陽企画出版） 1989　ISBN 4-88466-157-5
- 『プロ野球 騒動その舞台裏』（新潮社） 1990　ISBN 4-10-132208-2
- 『プロ野球 トレード光と陰』（新潮社） 1991　ISBN 4-10-132209-0
- 『プロ野球 痛快ライバル論』（新潮社） 1993　ISBN 4-10-132211-2
- 『戦後プロ野球50年：川上、ON、そしてイチローヘ』（新潮社） 1994　ISBN 4-10-132212-0
- 『プロ野球 新サムライ列伝』（PHP研究所） 1995　ISBN 4-569-56790-8 ：「プロ野球話の名鑑」の増補
- 『プロ野球 名人列伝』（PHP研究所） 1996　ISBN 4-569-56888-2
- 『プロ野球名語録：勝つ、打つ、守る、そして徹する』（講談社） 1996　ISBN 4-06-256166-2
- 『プロ野球通になれる本：好プレー・珍プレーに見る人間ドラマ』（PHP研究所） 1996　ISBN 4-569-56961-7 ：「プロ野球ジーンとくる話」の増補
- 『プロ野球 日本シリーズ・名勝負物語』（PHP研究所） 1997　ISBN 4-569-56999-4
- 『プロ野球 運命を変えた一瞬 』（PHP研究所） 1997　ISBN 4-569-57064-X
- 『プロ野球 男の美学』（PHP研究所） 1998　ISBN 4-569-57200-6
- 『プロ野球 新・監督列伝』（PHP研究所） 1999　ISBN 4-569-57307-X
- 『プロ野球監督「拝啓オーナー殿こうすれば勝てるのです」』（三笠書房） 2000　ISBN 4-8379-1858-1
- 『痛快! プロ野球人語録：これが言えずにメシが食えるか』（三笠書房） 2000　ISBN 4-8379-6009-X
- 『プロ野球 男たちの勲章』（PHP研究所） 2000　ISBN 4-569-57392-4
- 『比較野球選手論：平成版』（新潮社） 2001　ISBN 4-10-360302-X
- 『プロ野球 遅咲きの人間学』（PHP研究所） 2001　ISBN 4-569-57624-9
- 『運命の一球』（新潮社） 2003　ISBN 4-10-132213-9
- 『プロ野球 運命の出会い：男たちの人生を変えたもの』（PHP研究所） 2006　ISBN 4-569-66608-6
- 『プロ野球 運命の引き際』（PHP研究所） 2008　ISBN 4569670806